# Arrohattoc
Arrohattoc, jedno od tridesetak plemena konfederacije Powhatan, porodica Algonquian, naseljeno 1608. u okrugu Henrico u Virginiji. Iste godine ovo pleme imalo je 30 ratnika ili 250 osoba. Njihovo glavno istoimeno selo nalazilo se na rijeci James nedaleko Richmonda. Pleme je nestalo oko 1669., šezdesetdvije godine nakon prvog susreta sa Smithom. 

## Vanjske poveznice
- Arrohattoc Camporee  Arhivirana inačica izvorne stranice od 13. veljače 2021. (Wayback Machine)